# Пам'ятки археології Чечельницького району
У Чечельницькому районі Вінницької області під обліком перебуває 14 пам'яток археології.
| №   | Охоронний № | Найменування пам'ятки                                    | Пам'яток у комплексі | Адреса          | Дата (епоха)                                | Дата відкриття або виявлення | Автори (дослід.)                   | Рішення про взяття під охорону |
| --- | ----------- | -------------------------------------------------------- | -------------------- | --------------- | ------------------------------------------- | ---------------------------- | ---------------------------------- | ------------------------------ |
| 1.  | 16071070    | Поселення трипільської культури і могильник епохи бронзи |                      | с. Білий Камінь | IV-III тис. до н.е., IX-IIX ст. ст. до н.е. | 1909 р.                      | археолог С. Гамченко               | №31310.06.1971 р.              |
| 2.  | 1072        | Городище епохи пізньої бронзи                            |                      | с. Бондурівка   | VIII-VI ст. ст. до н. е.                    | 1970 р.                      | експедиція Він. краєзнавчого музею | №31310.06.1971 р.              |
| 3.  | 1068        | Поселення трипільської культури                          |                      | с. Рогізка      | IV-III тис. до н.е.                         | 1909 р.                      | археолог С. Гамченко               | №31310.06.1971 р.              |
| 4.  | 1069        | Поселення трипільської культури                          |                      | с. Стратіївка   | IV-III тис. до н.е.                         | 1909 р.                      | археолог С. Гамченко               | №31310.06.1971 р.              |
| 5.  | 1071        | Поселення черняхівської культури                         |                      | с. Стратіївка   | III-IV ст. ст. н.е.                         | 1929 р.                      | археолог Зборовський               | №31310.06.1971 р.              |
| 6.  |             | Поселення трипільської культури                          |                      | с. Луги         | IV-III тис. до н.е.                         | 2001 р.                      | В. Косаківський                    | щойно виявлена                 |
| 7.  |             | Поселення черняхівської культури                         |                      | с. Рогізка      | III-IV ст. ст. н.е.                         | 2001 р.                      | В. Косаківський                    | щойно виявлена                 |
| 8.  |             | Поселення трипільської культури                          |                      | смт. Чечельник  | IV-III тис. до н.е.                         | 2001 р.                      | В. Косаківський                    | щойно виявлена                 |
| 9.  |             | Поселення трипільської та черняхівської культури         |                      | смт. Чечельник  | IV-III тис. до н.е.                         | 2001 р.                      | В. Косаківський                    | щойно виявлена                 |
| 10. |             | Курган                                                   |                      | смт. Чечельник  |                                             | 2001 р.                      | В. Косаківський                    | щойно виявлена                 |
| 11. |             | Курган                                                   |                      | смт. Чечельник  |                                             | 2001 р.                      | В. Косаківський                    | щойно виявлена                 |
| 12. |             | Поселення трипільської культури                          |                      | с. Тартак       | IV-III тис. до н.е.                         | 2001 р.                      | В. Косаківський                    | щойно виявлена                 |
| 13. |             | Курган                                                   |                      | с. Тартак       |                                             | 2001 р.                      | В. Косаківський                    | щойно виявлена                 |
| 14. |             | Поселення епохи бронзи та черняхівської культури         |                      | с. Каташин      | ІІ тис. до н. е., III-IV ст. ст. н.е.       | 2001 р.                      | В. Косаківський                    | щойно виявлена                 |
|     |             |                                                          |                      |                 |                                             |                              |                                    |                                |

## Джерело
- Пам'ятки Вінницької області